# Parc national des Monts Măcin
Le parc national des Monts Măcin (en roumain : Parcul Național Munții Măcinului) est une aire protégée (parc national de la catégorie II IUCN) située dans le sud-est de la Roumanie, dans județ de Tulcea, dans la région historique de Dobroudja. Il comprend une partie des Monts Măcin, limités à l'ouest et au nord par le Danube qui le contourne, à l'est par le petit fleuve Taița et par les collines de Niculițel, et au sud par le plateau de Babadag-Casimcea qui, morphologiquement et hydrologiquement, leur fait suite.

## Géographie
La formation des monts Măcin date du Paléozoïque, entre le milieu du Carbonifère et le milieu du Permien, durant l'orogenèse hercynienne. Les monts sont en partie formés par des laccolites de granit fortement érodés, aux pentes raides et à l'aspect de ruines. Certains sites abritent des ermitages et des monastères (Celicdere, Cocosu, Dervent, Saon ou Ouspenia par exemple).
Les monts Măcin sont divisés entre la chaîne du Pricopan (culmea Pricopanului, partie nord-ouest) et la chaîne du Măcin proprement-dite (culmea Măcinului, partie sud-est). Le sommet le plus élevé est le Țuțuiatu (dit aussi « des Grecs »), avec 467 mètres. Le pic Priopcea atteint 410 m et le mont de Jacob (muntele lui Iacob) 341 m.

## Climat, végétation et avifaune
Le climat des monts Măcin est de type continental frais Dfb sur les hauteurs (au-delà de 280 m), continental tiède Dfa dans la chaîne du Pricopan et sur les ubacs, et pontique Cfa dans la chaîne du Măcin et sur les adrets.
Outre des forêts de type balkanique sub-méditerranéen, les monts Măcin comportent des sites, surtout en marge du plateau de Casimcea, où le couvert végétal est proche des formations de la steppe pontique. Cette mosaïque de milieux permet la préservation d'une grande biodiversité de l'entomofaune, de l'herpétofaune et de l'avifaune. Le parc est une halte appréciée des oiseaux migrateurs, notamment des rapaces.
On y trouve la tourterelle des bois, l'hirondelle rousseline, les traquets motteux et sauteur, le bruant ortolan et bien d'autres, tous protégés. Leurs principaux prédateurs naturels (qui chassent aussi les sousliks) sont le faucon sacre, l'épervier, et la buse féroce : l'un des plus grands busards d'Europe. Les reptiles, et notamment les grandes couleuvres d'Esculape (des exemplaires de plus d'un mètre soixante ne sont pas rares), ont comme prédateurs l'aigle botté et le circaète Jean-le-Blanc.

## Galerie

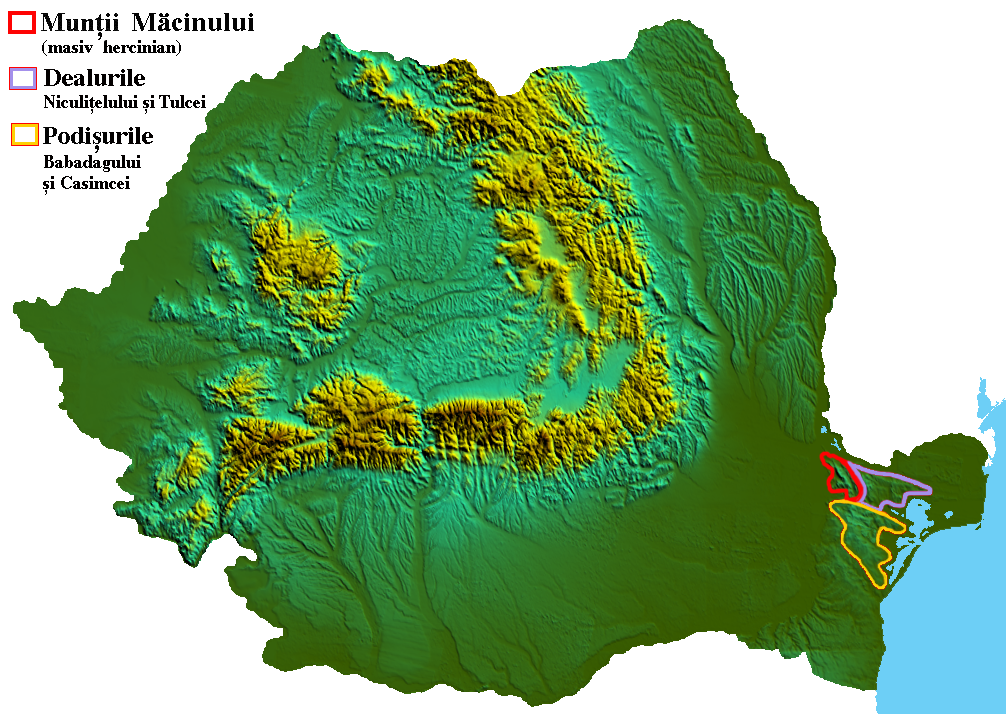
Les monts Măcin sur la carte du relief de la Roumanie
Le parc national des Monts Măcin (aire en violet B) sur la carte de la Dobroudja
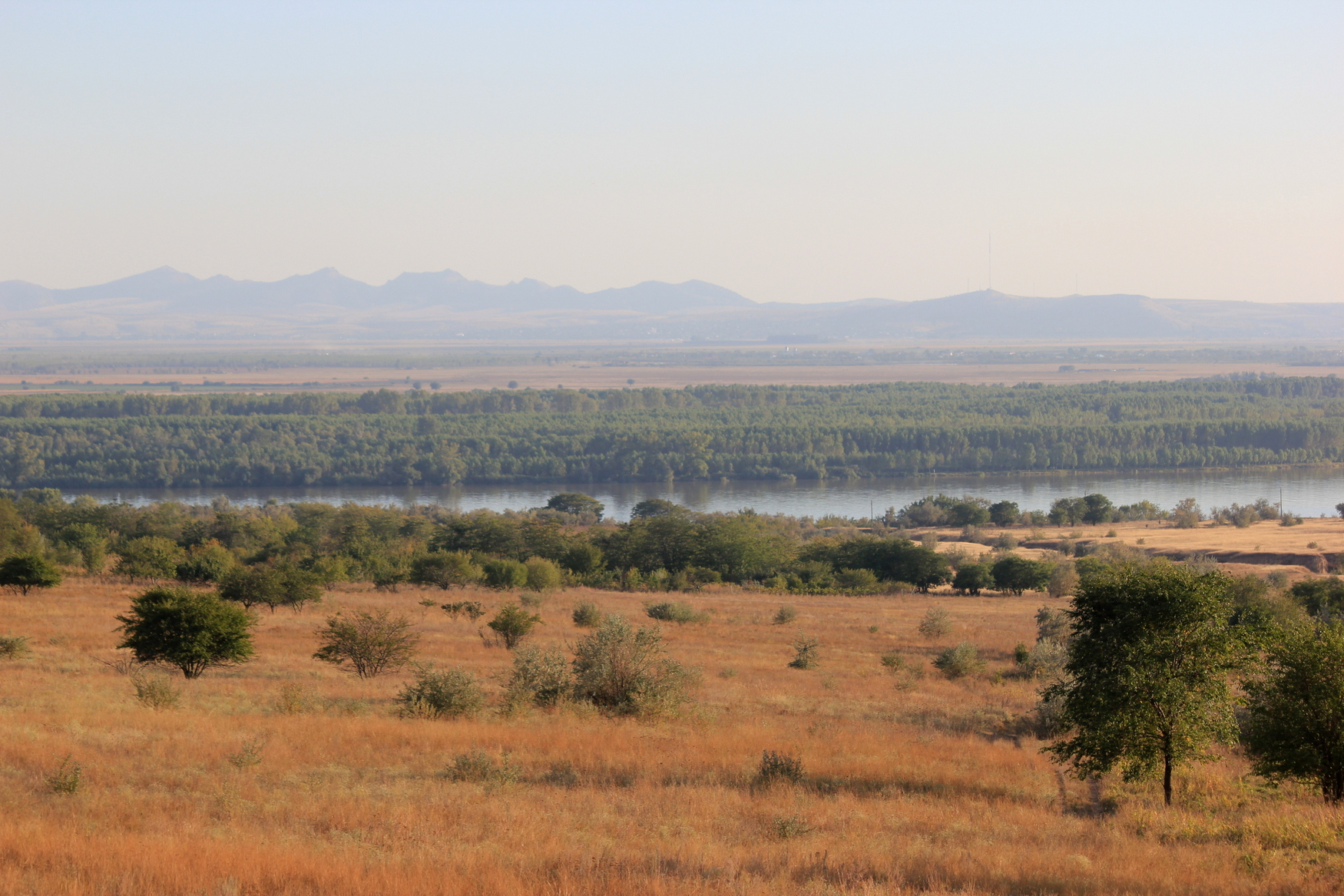
Au fond, les monts Măcin vus du Boudjak en Ukraine, vers le sud par-dessus le Danube, près de Reni
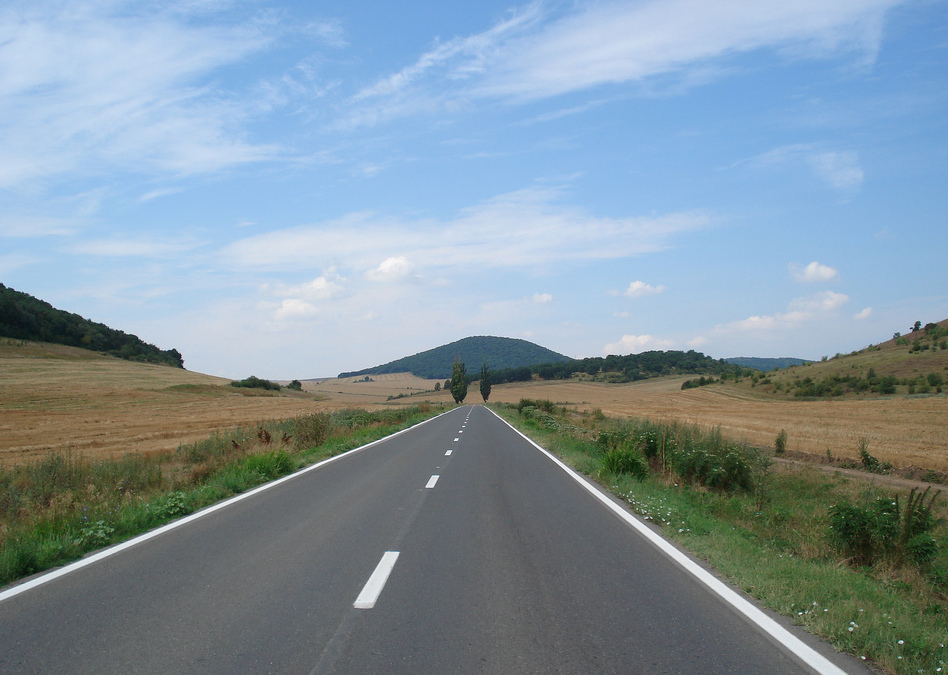
Au fond, les monts Măcin vus du plateau de Casimcea, vers le nord en venant de Constanța
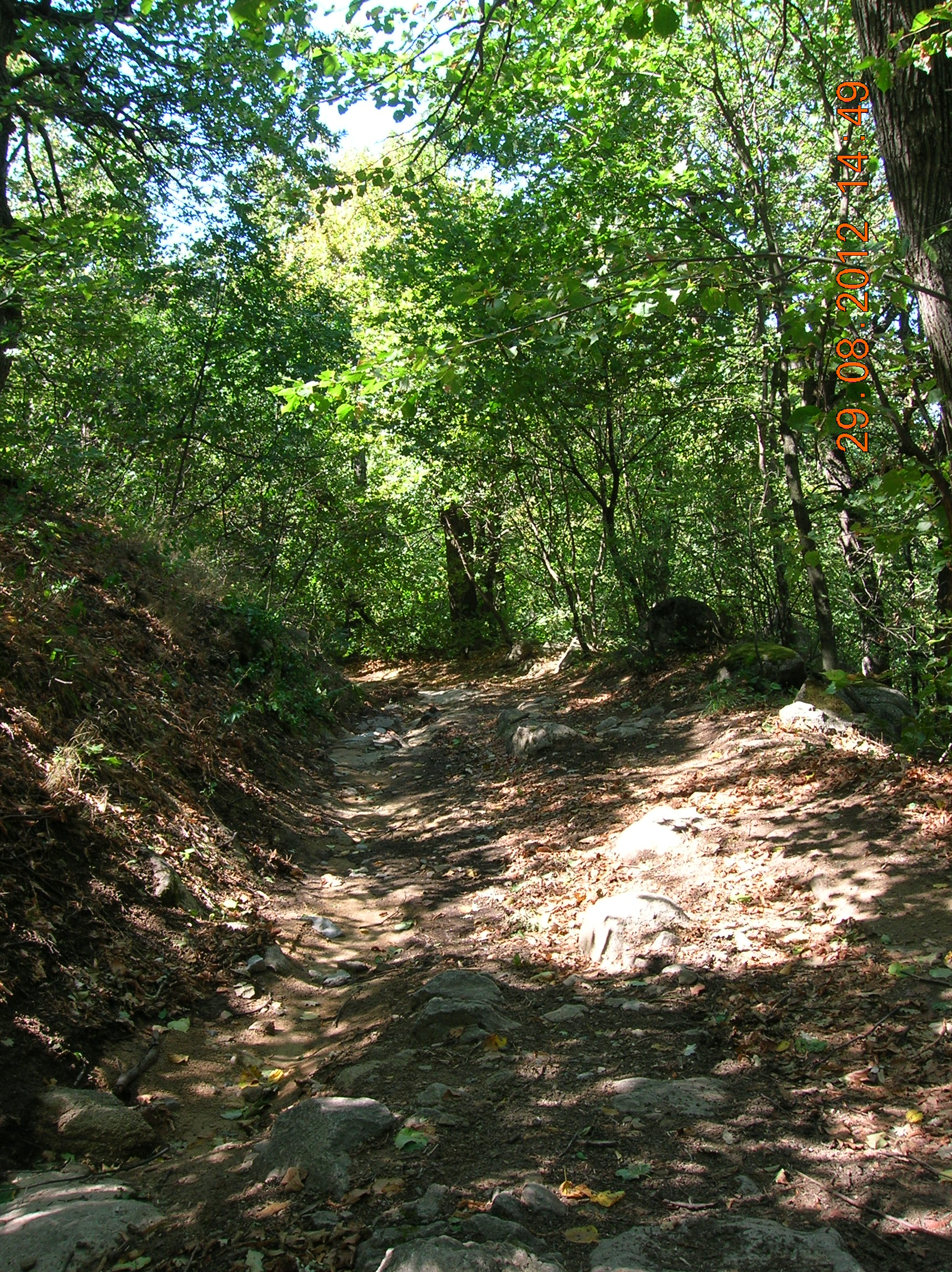
Vallon dans la chaîne du Pricopan
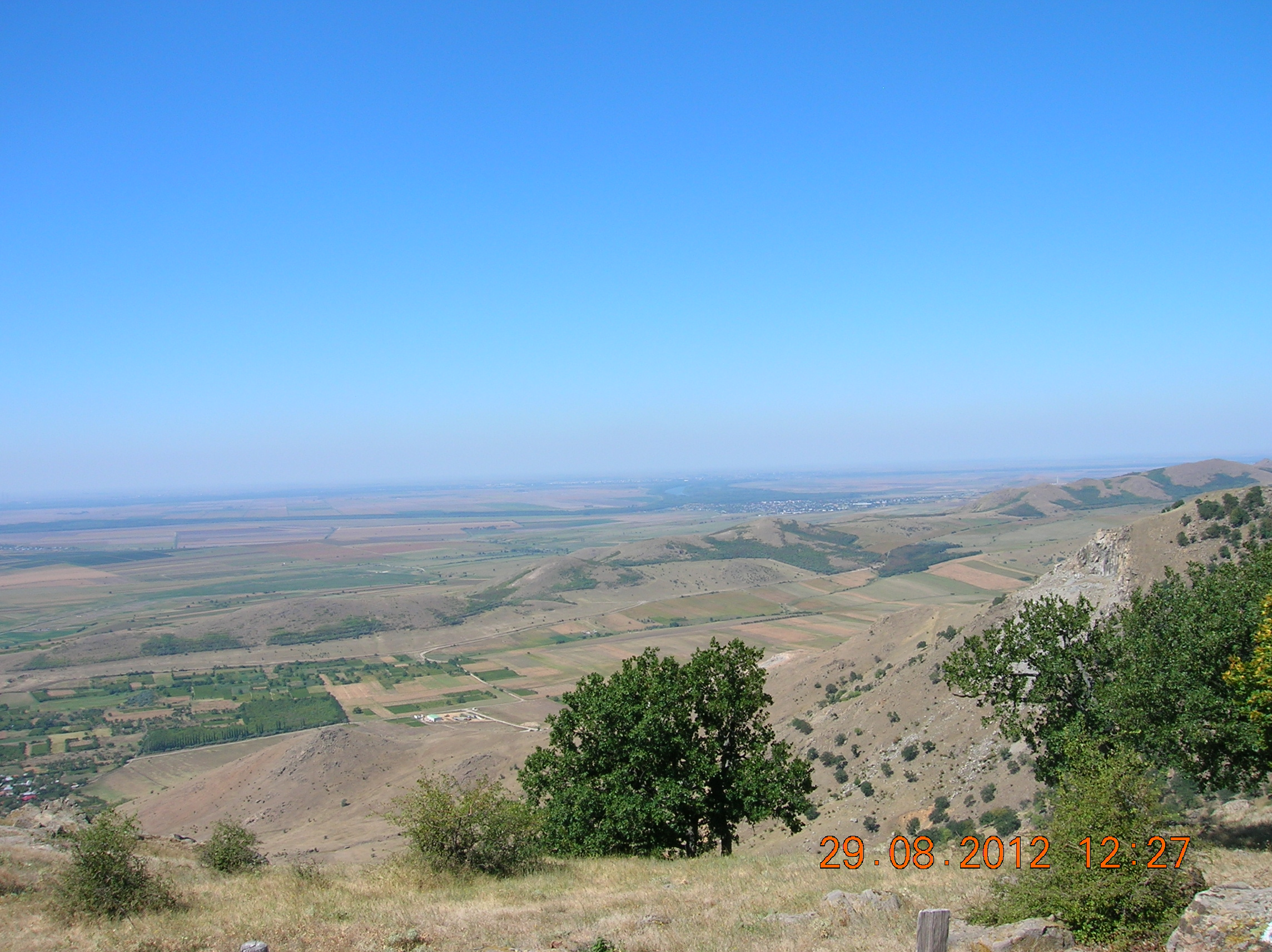
Vue vers la chaîne du Pricopan depuis la chaîne du Măcin